# واقعية نقدية (فلسفة العلوم الاجتماعية)
الواقعية النقدية Critical realism هي نهج فلسفي لفهم العلوم، وُضعت في البداية من قِبل روي بهاسكار (1944–2014م). تُعارض الواقعية النقدية على وجه التحديد أشكال التجريبية والوضعية من خلال عرض العلم على أنه مهتم بتحديد الآليات السببية. في العقود الأخيرة من القرن العشرين وقفت أيضا ضد أشكال مختلفة من ما بعد الحداثة وما بعد البنيوية من خلال الإصرار على حقيقة الوجود الموضوعي. على النقيض من أساس الوضعية المنهجية، أساس وما بعد البنيوية، وأساس نظرية المعرفة، فإن الواقعية النقدية تصر على أن العلم (الاجتماعي) يجب أن يبنى من علم الوجود الصريح. تُعد الواقعية النقدية هي واحدة من مجموعة من أنواع الفلسفة الواقعية، فضلا عن أشكال الواقعية التي تدعو إليها العلوم الاجتماعية مثل الواقعية التحليلية والواقعية الخفية subtle realism.

## الواقعية النقدية المعاصرة

### نظرة عامة
وضعت بهاسكار فلسفة عامة للعلم، وقد وصفها بأنها الواقعية المتسامية، وفلسفة خاصة للعلوم الإنسانية، التي يُسميها بالطبيعة الحرجة. قام عدة مؤلفين آخرين بالجمع بين المصطلحين لتشكيل المصطلح الشامل «الواقعية النقدية».
حاولت الواقعية المتسامية Transcendental realism إثبات أنه من أجل إجراء التحقيق العلمي، يجب أن يكون الهدف من هذا التحقيق له آليات داخلية حقيقية قابلة للتعديل، ويمكن تحيينها للوصول لنتائج معينة. وهذا ما نفعله عندما نقوم بإجراء التجارب. ويُعد هذا على النقيض من ادعاء العلماء التجريبيين أن كل ما يمكن للعلماء القيام به هو مراقبة العلاقة بين السبب والنتيجة وفرض معنى. ففي حين تضع التجريبية، والإيجابية بشكل عام، تحديد العلاقات السببية على مستوى الأحداث، فإن الواقعية النقدية تحدد موقعها على مستوى الآلية التوليدية، بحجة أن العلاقات السببية غير قابلة للاختزال إلى اقتران مستمر constant conjunctions التجريبي لـ ديفيد هيوم، أو بعبارات أخرى، علاقة الاقتران المستمر بين الأحداث ليست كافية ولا حتى ضرورية لإقامة علاقة سببية.
وهذا يعني أن العلم يجب أن يُفهم على أنه عملية مستمرة يقوم فيها العلماء بتحسين المفاهيم التي يستخدمونها لفهم الآليات التي يدرسونها. وعلى النقيض من ادعاء التجريبيين، فإنه لا ينبغي أن يكون حول تحديد العلاقة بين متغير مستقل مفترض ومتغير تابع. وقد جرى رفض الوضعية أيضا بسبب ملاحظة أنه من المعقول للغاية وجود آليةٍ ما ولكنها إما غير مُفعلة، أو يجري تنشيطها، ولكن لا ينظر إليها، أو يجري تنشيطها، ولكن يتم مواجهتها بواسطة آليات أخرى، مما يؤدي إلى وجود تأثيرات غير متوقعة. وبالتالي، لا يمكن اعتبار عدم إدراك الآلية المفترضة (على عكس ادعاء بعض الوضعيين) للدلالة على عدم وجودها. يمكن أن ينظر إلى قابلية الدحض Falsificationism على مستوى العبارة (قابلية دحض ساذجة naive falsificationism) أو على مستوى النظرية (أكثر شيوعا في الممارسة). وبهذه الطريقة، يمكن التوفيق بين النهجين إلى حد ما.
تجادل الطبيعية الحرجة Critical naturalism بأن النموذج الواقعي المتسامي للعلوم ينطبق بالتساوي على كل من العالَمين المادي والبشري. ومع ذلك، عندما ندرس العالم البشري، ندرس شيئا مختلفا جوهريا عن العالم المادي، وبالتالي يجب علينا تكييف استراتيجيتنا لدراسته. ولذلك، تنص الطبيعة الحرجة على الأساليب العلمية الاجتماعية التي تسعى إلى تحديد الآليات التي تُنتج الأحداث الاجتماعية، ولكن مع الاعتراف بأن هذا في حالة تدفق أكبر بكثير من ذلك الموجود في العالم المادي (حيث تتغير الهياكل البشرية بسهولة أكبر بكثير من تلك الموجودة، على سبيل المثال، ورقة). على وجه الخصوص، يجب أن نفهم أن الوكالة البشرية أصبحت ممكنة من خلال الهياكل الاجتماعية التي تتطلب نفسها استنساخ إجراءات/شروط مسبقة معينة. علاوة على ذلك، فإن الأفراد الذين يسكنون هذه الهياكل الاجتماعية قادرون على التفكير بوعي في الإجراءات التي تُنتجها وتغييرها—وهي ممارسة يُيسرها جزئيا البحث العلمي الاجتماعي.
أصبحت الواقعية النقدية حركة مؤثرة في علم الاجتماع والعلوم الاجتماعية في بريطانيا بصورة عامة كرد فعل على نقد ما بعد الحداثة.

### التطورات
منذ أن قام بهاسكار بالخطوات الكبيرة الأولى في تعميم نظرية الواقعية النقدية في السبعينيات، فقد أصبحت واحدة من الخيوط الرئيسية للمنهج العلمي الاجتماعي، ومنافسة لـ الوضعية / التجريبية، و ما بعد البنيوية/النسبية/التفسيرية.
ذهب بهاسكار بعد تطويره للواقعية النقدية، لتطوير نظام فلسفي يسميه الواقعية النقدية الجدلية dialectical critical realism، وهو مذكور بوضوح في كتابه: جدلية: نبض الحرية Dialectic: The Pulse of Freedom.
وقد كتب أندرو كولير مقدمة يمكن الوصول إليها لكتابات بهاسكار. حيث كتب أندرو ساير نصوصا يمكن الوصول إليها حول الواقعية النقدية في العلوم الاجتماعية. وقد كتب دينمارك وآخرون Danermark et al. أيضا نصوصًا يمكن الوصول إليها. ترتبط مارغريت آرتشر مع هذه المدرسة، وكذلك بيتر ديكنز الكاتب في الاشتراكية البيئية ecosocialist.
اعتمد ديفيد جربير على الواقعية النقدية، التي يفهمها كشكل من أشكال فلسفة هرقليطس "heraclitean"، مع التركيز على التدفق والتغيير في الجواهر المستقرة، في كتابه الأنثروبولوجي حول مفهوم القيمة: نحو نظرية أنثروبولوجية للقيمة: العملة الزائفة لأحلامنا anthropological theory of value: the false coin of our own dreams.
في الآونة الأخيرة، تحول الاهتمام إلى التحدي المتمثل في تنفيذ الواقعية النقدية في البحوث الاجتماعية التطبيقية. فقد فحص مجلد تم تحريره استخدام الواقعية النقدية لدراسة المنظمات (Edwards ، O'mahoney ، And Vincent 2014). ة قد ناقش مؤلفون آخرون (فليتشر 2016, Parr 2015, Bunt 2018, Hoddy 2018 منهجيات وأساليب البحث المحددة التي تُفضي (أو لا) إلى البحث الموجه بالواقعية النقدية كفلسفة للعلوم.

## مزيد من القراءة
- Alderson, P. 2013. طفولة حقيقية ومتخيلة: مقدمة لدراسات الطفولة والواقعية النقدية، المجلد 1. London: Routledge.
- Alderson, P. 2021. Critical Realism For Health And Illness Research: A Practical Introduction. Bristol: Policy Press.
- Archer, M., Bhaskar, R., كولير، أ., Lawson, T. And Norrie, A., 1998, الواقعية النقدية: قراءات أساسية, (London, Routledge).
- Archer, R. (2002) Education Policy and Realist Social Theory, (London, Routledge).
- بهاسكار، ر. 1975 [1997], نظرية واقعية للعلوم: 2nd edition, (London, Verso).
- Bhaskar, R., 1998, إمكانية الطبيعة: نقد فلسفي للعلوم الإنسانية المعاصرة: الطبعة الثالثة، (لندن، روتليدج)
- Bhaskar, R., 1993, جدلية: نبض الحرية, (London, Verso).
- بهاسكار، روي، مرسى Danermark, ولي السعر. Interdisciplinarity and wellbeing: a critical realist general theory of interdisciplinarity. Routledge, 2017.
- Bhaskar ، R. (2016) الحس السليم المستنير: فلسفة الواقعية النقدية، تم تحريرها بمقدمة من Hartwig ، M. London: Routledge.
- Collier, A. 1994, 'Critical Realism: An Introduction to Roy Bhaskar's Philosophy', (London, Verso).Frauley, J. And Pearce, F. (eds). 2007. الواقعية النقدية والعلوم الاجتماعية. (تورونتو وبوفالو. University Of Toronto Press).
- Danermark, B., M. Ekström, L. Jakobs & J.Ch. كارلسون، شرح المجتمع: مقدمة للواقعية النقدية في العلوم الاجتماعية. (Critical Realism: Interventions), Routledge, Abingdon 2002.
- Hartwig ، M. 2007 قاموس الواقعية النقدية. London: Routledge.
- Lopez, J. And Potter, G., 2001, بعد ما بعد الحداثة: مقدمة للواقعية النقدية, (London, The Athlone Press).
- Maton, K., & Moore, R. (Eds.). (2010). الواقعية الاجتماعية والمعرفة وعلم اجتماع التعليم: ائتلافات العقل. London: Continuum.
- Næss, Petter, And Leigh Price, eds. 2016. أزمة نظام: حاسما الواقعية والبيئة نقد الاقتصاد والاقتصاد. Routledge.
- Price, Leigh, and Heila Lotz-Sistka, eds. 2015. الواقعية النقدية والتعلم البيئي والتغيير الاجتماعي الإيكولوجي. Routledge.
- ساير، أ. (1992) الطريقة في العلوم الاجتماعية: نهج واقعي, (London, Routledge)
- Sayer, A. (2000) الواقعية والعلوم الاجتماعية, (London, Sage)

## وصلات خارجية
- بهاسكار والواقعية النقدية الأمريكية